# Геращенкова, Екатерина Владимировна
Екатерина Владимировна Геращенкова (до 2024 — Тимошкова; род. 14 декабря 1998, д. Гусино, Краснинский район, Смоленская область) — российская волейболистка, нападающая-доигровщица.

## Биография
Начала заниматься волейболом в школьной секции. Затем тренировалась в смоленской ДЮСШ № 2 под руководством тренера И. Б. Прищепова. Параллельно играла за команду Смоленского государственного университета в любительских соревнованиях. В 2014 приглашена в «Политех» (Курск), вышедший в высшую лигу «А» чемпионата России. За курскую команду выступала на протяжении 6 сезонов. В 2020 заключила контракт с «Тулицей», в составе которой дебютировала в суперлиге.

### Клубная карьера
- 2014—2020 —  «Политех»/«ЮЗГУ-Политех»/«ЮЗГУ-Атом» (Курск) — высшая лига «А»;
- 2020—2024 —  «Тулица» (Тула) — суперлига;
- с 2024 —  «Протон» (Саратов) — суперлига.

## Достижения
- двукратный бронзовый призёр чемпионатов России среди команд высшей лиги «А» — 2017, 2018.